# Бірлік (Жангалинський район)
Бірлі́к (каз. Бірлік) — село у складі Жангалинського району Західноказахстанської області Казахстану. Адміністративний центр Бірліцького сільського округу.
У радянські часи село називалось Мортик або Мортук.
Населення — 1183 особи (2021; 1256 у 2009, 1033 у 1999, 902 у 1989).